# Североэкваториальное течение
Североэкваториальное течение (Северные пассатные течения) — тёплое морское течение в Тихом, Атлантическом и Индийском океане.
В Тихом океане Североэкваториальное (Северное пассатное) течение возникает в результате отклонения Калифорнийского течения и протекает между 10° и 20° северной широты в западном направлении до тех пор, пока перед восточным побережьем Филиппин не подвергается отклонению и не переходит в тёплое течение Куросио.
В Атлантическом океане возникает из Канарского течения и протекает между 10° и 30° северной широты в северо-западном направлении, являясь одним из источников Гольфстрима.
В Индийском океане направление Североэкваториального течения зависит от времени года. В зимние месяцы, на которые выпадает сезон дождей с северо-востока, оно является слабым течением в западном направлении вдоль экватора. В летние месяцы, когда дожди идут с юго-запада, усиливается Сомалийское течение, текущее в северо-восточном направлении вдоль побережья Африки и поворачивающее на восток, минуя Индию.